# 商數
商數（英語：Quotient）是指除法運算的結果，通常是说它的整数部分。例如：
{\displaystyle a\div b=q\dots r}
({\displaystyle 13\div 3=4\dots 1})
其中，{\displaystyle a}為被除數，{\displaystyle b}為除數，{\displaystyle q}為商數，{\displaystyle r}為餘數。
當除數變成了一個基準值，而被除數變成一個數據值，商數就可以變成一系到數據值的比較標準。基於這個標準制定，我們可以設計一系列的實驗去制定這個基準值，並利用這個基準值作為測量的標準。智力商數（IQ）就是一種利用以上方法去驗測一個人在普遍社會的智力水平的位置。而利用同樣方法，我們亦可為各種人的特性制定標準，如：情緒商數（EQ）、逆境商數（AQ）或創造力商數（CQ）。